# McRae (Georgia)
McRae egykori város az USA Georgia államában. 2015. január 1-én Helena várossal egyesült McRae–Helena néven.  Lakosainak száma 5740 fő (2010. április 1.).

## Népesség
A település népességének változása:

| 2010 | 5 740 |